# Мелория
Мелория (итал. Torre della Meloria) — песчаный остров с маяком в Лигурийском море, примерно в 7 км от Ливорно.
Рядом с островом в 1241 году король Энцио одержал победу над генуэзским флотом, который должен был привезти в Рим прелатов для запрещённого императором Фридрихом II собора. 
В 1284 году здесь же произошло морское сражение, в котором пизанский флот был полностью уничтожен генуэзцами, после чего значение Пизы никогда уже больше не поднималось до прежней высоты.
Башня, построенная в 1709 году при Козимо III Медичи, в настоящее время не служит маяком.